# Drummond Matthews
Drummond Hoyle Matthews (ur. 5 lutego 1931 w Porlock, Anglia, zm. 20 lipca 1997 w Taunton) – brytyjski geolog i geofizyk, profesor na University of East Anglia, badacz spreadingu w grzbietach oceanicznych, który wniósł znaczący wkład do teorii tektoniki płyt, współtwórca modelu ułatwiającego poszukiwania złóż ropy naftowej, powstających w oceanicznych basenach sedymentacyjnych.

## Życiorys

### Dzieciństwo i młodość
Uczęszczał do Bryanston School w Dorset. Studiował w King's College przy University of Cambridge, a następnie odbył ćwiczenia w Royal Navy. W King's College specjalizował się w dziedzinie geologii i petrologii. Po uzyskaniu stopnia BS spędził dwa lata (1955–1957) na Wyspach Falklandzkich jako pracownik Dependencies Survey (później British Antarctic Survey), a następnie wrócił do Cambridge, aby zakończyć pracę doktorską w dziedzinie geofizyki morza.

### Przebieg pracy zawodowej w Cambridge University
W 1960 r. został starszym asystentem w Department of Geodesy and Geophysics i pracownikiem naukowym King's College. Stopień doktora uzyskał w 1962 r. Wśród jego studentów był wówczas obiecujący doktorant, Frederick Vine, interesujący się również geofizyką morza, z którym wspólnie opracowywał zgromadzone wcześniej magnetogramy. Wraz z nim opublikował w Nature, w roku 1963, przełomową pracę nt. "Magnetic Anomalies Over Ocean Ridges". Od roku 1966 był w Cambridge zastępcą dyrektora ds. badań; został mianowany kierownikiem Marine Geophysics Group. Zorganizował ok. 70 naukowych ekspedycji tej grupy i opublikował ok. 200 publikacji naukowych, zawierających wyniki badań wykonanych na Morzu Północnym, wschodniej części Morza Śródziemnego i w Zatoce Omańskiej.
W roku 1971 został mianowany wykładowcą geologii morza w University of Cambridge. Od 1979 r. rozpoczął badania sejsmiczne. Współpracował z British Institutions Reflection Profiling Syndicate (BIRPS) (zob. sejsmika refleksyjna) i był dyrektorem BIRPS od 1982 r. Odszedł na wcześniejszą emeryturę w 1990 r. z powodu złego stanu zdrowia.

## Tematyka badań naukowych
Jest znany przede wszystkim jako współtwórca teorii tektoniki płyt, potwierdzającej hipotezę Alfreda Wegenera, dotyczącą wędrówki kontynentów (1912). Pierwszą próbę wyjaśnienia mechanizmu wędrówki, połączonej z rozrastaniem się dna oceanów, przedstawił w roku 1929 Sir Arthur Holmes, który po raz pierwszy opisał proces konwekcji w płaszczu Ziemi. Model ulepszył w roku 1960 Harry Hess (1906–1969) z Princeton University. Model został wkrótce uzupełniony przez J. Tuzo Wilsona i doświadczalnie potwierdzony przez L.R. Sykesa – sejsmologa z Columbia University. Drummond Matthews i jego student Frederick Vine potwierdzili zjawisko rozrastania się dna oceanicznego, korzystając z nowej techniki badawczej – magnetometrii bazaltów skorupy oceanicznej. Stwierdzili istnienie naprzemianległych pasów skał o namagnesowaniu zgodnym z dzisiejszym położeniem biegunów i przeciwnym (dodatnie i ujemne anomalie magnetyczne, związane z kolejnymi przebiegunowaniami Ziemi), stosunkowo symetrycznie rozmieszczonych po obu stronach grzbietu śródoceanicznego. Wyniki opublikowano w roku 1963. Były początkowo interpretowane w oparciu o orientacyjne założenie, że szybkość spreadingu była stała w całym okresie powstawania płyty. Na tej podstawie oszacowano przybliżony wiek skał w różnych odległościach od grzbietu.
Wyniki oszacowań zweryfikowano w późniejszym czasie, korzystając z nowej geologicznej skali czasu, opracowanej przez Allana Coxa. Podstawą tej skali były przede wszystkim wyniki badań wielowarstwowych pokryw law bazaltowych na lądach, wykonywane magnetometrycznie i z użyciem zegara potasowo-argonowego (bezpośrednie oznaczenia wieku próbek). Zastosowanie tej nowej skali czasu pozwoliło ustalić wiek kolejnych „pasów Vine'a” i wyznaczyć rzeczywiste tempo rozrastania się dna.
W latach 1971–1990 Drummond Matthews prowadził badania sejsmiczne dolnej skorupy i górnego płaszcza Ziemi, zmierzając do określenia struktury i wyjaśnienia problemów ewolucji skorupy kontynentalnej. Kierowana przez niego grupa BIRPS ustaliła nowe standardy rejestracji i interpretacji sejsmogramów refleksyjnych. We współpracy z Danem McKenzie D. Matthews doprowadził też do doświadczalnego potwierdzenia teoretycznego modelu Dana Mackenzie, dotyczącego przemian zewnętrznych warstw litosfery w oceanicznych basenach sedymentacyjnych. Pozwoliło to stworzyć model, który jest podstawą wiedzy o basenach sedymentacyjnych na całym świecie i umożliwia określanie zasobów ropy naftowej. Zgodnie ze swoim zwyczajem Matthews usunął swoje nazwisko z nazwy modelu – przypisywał autorstwo całemu zespołowi współpracowników i studentów.

## Publikacje (wybór)
Jest autorem ok. 200 prac naukowych, których tematykę reprezentują:
- Vine, F.J., Matthews, D.H. (1963). Magnetic anomalies over oceanic ridges, Nature, 199, 947–949.
- Black, M., Hill, M.N., Laughton, A.S., Matthews, D.H. (1964), Three non-magnetic seamounts off the Iberian coast, Quarterly Journal of the Geological Society, 120 (1–4), 477–513.
- Matthews, D.H., Bath, J. (1967). Formation of magnetic anomaly pattern of mid-oceanic ridge, Geophysical Journal of the Royal Astronomical Society, 13, 349–357.
- Matthews, D.H. (1969). Model Study of the Magnetic Anomaly Pattern Across the Mid-Atlantic Ridge at 45° North, Tectonophysics, 8, 353–358.
- Smythe, David K., Dobinson, A., Mcquillin, R, Brewer, J.A., Matthews, D.H., Blundell, D.J., Brian Kelk. (1982). Deep structure of the Scottish Caledonides revealed by the MOIST reflection profile, Nature, 299, 338–340.
- Klemperer, Simon L., Matthews, D. H. (1987). Iapetus suture located beneath the North Sea by BIRPS deep seismic reflection profiling, Geology,15, 195–198.
- White, Robert S., Matthews, D. H. (2007). Variations in oceanic upper crustal structure in a small area of the north-eastern Atlantic, Geophysical Journal of the Royal Astronomical Society, 61 (2), 401–435. [pierwsze wydanie: 1979]

## Członkostwo w stowarzyszeniach naukowych
Był członkiem:
- American Geophysical Union (1982)
- Geological Society of America
- Royal Society (1974)

## Odznaczenia i nagrody
Za geomagnetyczne badania dna oceanów Drummond Matthews i Frederick Vine otrzymali wspólnie:
- Chapman Medal od Royal Astronomical Society (1973)
- International Balzan Prize (z Danem McKenzie, 1981)
- Hughes Medal od Royal Society (1982)

Ponadto Drummond Matthews otrzymał indywidualnie:
- tytuł Fellow od Royal Society (1974)
- Arthur L. Day prize and lectureship od National Academy of Sciences (1975)
- Bigsby Medal od Geological Society of London (1975)
- tytuł Fellow od American Geophysical Union (1982)
- G.P. Woollard Award od Geological Society of America (1986)
- Wollaston Medal, najwyższe odznaczenie przyznawane przez Geological Society of London(1989)